# Вербичоара (Долж)
Вербичоара (рум. Verbicioara) насеље је у Румунији у округу Долж у општини Вербица. Oпштина се налази на надморској висини од 218 m.

## Историја
Место је постало познато педесетих година 20. века (1949-1950) по значајном археолошком открићу. Ту је откривена по селу названа Вербичоара култура, која припада средњем бронзаном добу.

## Становништво
Према подацима из 2002. године у насељу је живело 585 становника, од којих су сви румунске националности.